# Кара Танас войвода
Кара Танас (около 1770 – 1856) е български хайдушки войвода.
Родом е от село Катунище, като в началото е бил кърджалия, но в началото на 19-ти век става хайдутин. Дейността на малката и подвижна дружина се простира в районите на Новозагорско, Ямболско, Одринско, Стара планина, Ихтиманска Средна гора, Светиилийските възвишения, Бакаджиците, Сакар, Странджа и Тракия. Стигат и до Бяло и Мраморно море.
В тези времена на митарства четата на хайдутина нараства от дванадесет на четиридесет души, с които той предприема нападение на Силиврия, след което се изтегля обратно. Бидейки във връзка с Бойчо войвода и капитан Георги Мамарчев участва Руско турската война 1828 – 1829 г. Русите осуетяват завръщането на четите на Кара Танас и Бойчо войвода за продължаването на борбата в България. Брани изселващите се към Русия жеравненци, но сърце не му дава да отиде с тях и ги придружава само до Северна Добруджа и не минава Дунава. Около шестдесет годишен изоставя хайдутлука и заживява там, където и почива в дълбока старост.